# Quarteto de cordas n.º 14 (Mozart)
O Quarteto de cordas n.º 14 em sol maior, K. 387, K. 387, foi composto por Wolfgang Amadeus Mozart em 1782 em Vienna e foi talvez editado em 1783. Este é o primeiro dos Quartetos Haydn, um conjunto de seis composições que ele escreveu durante seus primeiros anos em Viena em honra do compositor Joseph Haydn, que é tido geralmente como o pai dos quartetos de cordas.

## Movimentos
Como todos os últimos quartetos de Mozart, este quarteto tem quatro movimentos:
- I. Allegro vivace assai
- II. Menuetto
- III. Andante cantabile
- IV. Molto allegro